# Ernst Ruckensteiner
Ernst Ruckensteiner (* 1. März 1899 in Czernowitz, Galizien; † 18. August 1970 in Innsbruck) war ein österreichischer Röntgenologe.
Ruckensteiner wurde 1924 an der Universität Innsbruck zum Dr. med. promoviert und habilitierte 1937 an der gleichen Universität. Von 1929 bis 1954 arbeitete Ruckensteiner in Wien und Innsbruck als Röntgenassistent bzw. seit 1943 als Dozent für medizinische Röntgenologie. Von 1954 bis 1961 war er außerordentlicher Professor und von 1961 bis 1968 ordentlicher Professor für Röntgenologie an der Universität Innsbruck. Ruckensteiner publizierte zahlreiche Veröffentlichungen, darunter auch ein paläopathologisches Gutachten. Er war Mitglied und zeitweise Präsident der Österreichischen Röntgen-Gesellschaft. Ihm wurde das Österreichische Ehrenkreuz für Wissenschaft und Kunst I. Klasse verliehen.

## Veröffentlichungen (Auswahl)
- Der röntgenologische Befund und seine Interpretation. In: Kurt Ehrenberg: Ein fossiler Knochentumor aus der Schlenkendurchgangshöhle in Salzburg. In: Sitzungsberichte der Österreichischen Akademie der Wissenschaften, Mathematisch-Naturwissenschaftliche Klasse. Band 178, 1969, S. 66–68 (zobodat.at [PDF]).